# Friedl Raschka
Friedl Raschka (ur. w 1901) – austriacka lekkoatletka, skoczkini w dal.
Mistrzyni Austrii w skoku w dal (1925).